# 堤千代

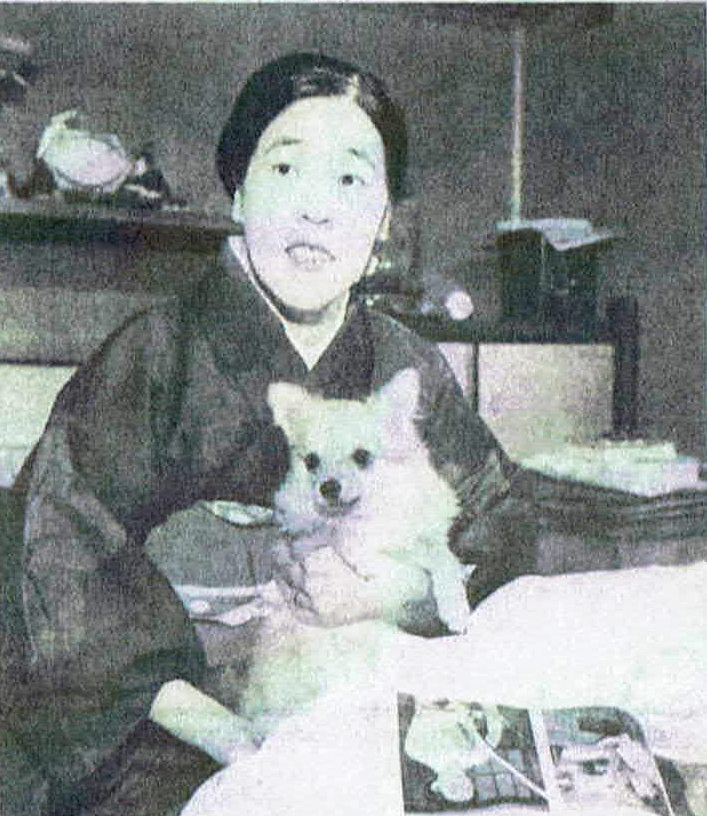
読売新聞社『家庭よみうり』358号（1953年）より堤 千代

堤 千代（つつみ ちよ、1917年〈大正6年〉9月20日 - 1955年〈昭和30年〉11月10日）は、日本の小説家である。出生名堤 文子（つつみ ふみこ）、結婚後本名は福留 文子（ふくどめ ふみこ）。女性初の直木賞作家として知られる。

## 人物・来歴
1917年（大正6年）9月20日、東京都牛込区矢来町で、大蔵省の職員であった堤光芳の次女として生まれる。1940年（昭和15年）、「小指」およびその他の作品で第11回直木賞受賞、22歳10か月の受賞年齢は、現在でも直木賞の最年少記録である。幼時より心臓に重い疾患を抱えていたため、学校には通えず、家で寝たきりのような生活の中で多数の小説を執筆していた。1955年（昭和30年）11月10日、脳血栓を併発し満38歳で早逝した。

## 生年にまつわる疑問
実妹、大屋絹子は1991年に千代の出生から、自身が結婚し別居する終戦直後までの回想録、『オフェリアの薔薇 堤千代追想記』を私家出版している。この中で千代の生年を明治44年（1911年）と記している。これが正確であれば、直木賞受賞時の年齢は28歳10ヵ月となり、最年少記録ではなくなる。だが、同書には文藝春秋昭和15年9月号にある受賞発表記事の切り抜きが掲載されており、そこにある千代の略歴には大正6年生とある。また、同じく報知新聞昭和15年8月の切り抜きもあり、そこでも千代の年齢を24歳（数え）としている。堤家は千代、絹子を含めて1男4女で、千代の上に姉がいるので混合があったかもしれないが定かではない。

## 著書
- 『小指』新潮社、1940年10月。 NCID BA63902774。全国書誌番号:46031972 NDLJP:1135764。
  - 『小指』（復刻版）ゆまに書房〈近代女性作家精選集 043〉、2000年11月。ISBN 4843302082。 NCID BA49569722。全国書誌番号:20119942。
- 『再会』新潮社、1941年4月。 NCID BA54578664。
- 『夕雀草』新潮社、1941年10月。 NCID BA61083796。全国書誌番号:46031975 NDLJP:1135769。
- 『柳の四季』新潮社、1942年8月。 NCID BA54515008。全国書誌番号:46031974 NDLJP:1135766。
- 『我が家の風』新潮社、1943年11月。 NCID BA67265231。
  - 1943年映画化（監督田中重雄、大映）[4]
- 『匂ひ刷毛』労働文化社、1946年8月。全国書誌番号:46031973 NDLJP:1135762。
- 『青い手袋』新星出版部、1946年12月。全国書誌番号:46031970 NDLJP:1135763。
- 『長篇小説 文鳥』東西社、1947年9月。 NCID BA53610998。全国書誌番号:46031971 NDLJP:1135765。
- 『我が恋は世に早く』労働文化社、1947年12月。 NCID BA88644566。全国書誌番号:20651385。
- 『ラヴ・レター』近代社、1947年。
- 『小指』日本社〈代表名作読物選 3〉、1948年1月。 NCID BC13893519。全国書誌番号:48005741 NDLJP:1708890。
- 『長編小説 愛』近代出版社、1948年3月。 NCID BA60779671。全国書誌番号:20651383。
- 『小鳥の接吻』華頂書房、1948年9月。全国書誌番号:48005165 NDLJP:1708738。
- 『光は露に宿りて永遠に』ロマンス社、1948年。OCLC 45369819。
- 『白粉帖』世界社、1949年12月。全国書誌番号:49012442 NDLJP:1706205。
  - 1947年映画化（監督野淵昶、大映）[4]
- 『少女小説 みんなきた道』佐藤漾子装幀・さしえ、光文社、1950年10月。 NCID BN09540793。全国書誌番号:45017824 NDLJP:1625269。
- 『みんなきた道』佐藤春樹カバー絵・さしえ、ポプラ社、1952年10月。全国書誌番号:45017825 NDLJP:1625270。
- 『どこかで星が』ポプラ社、1953年1月。全国書誌番号:45017819 NDLJP:1625264。
- 『純情少女小説 カナリヤの歌う日』集英社、1953年6月。全国書誌番号:45017823 NDLJP:1625268。
- 『恋人』東方社、1953年11月。全国書誌番号:53008710 NDLJP:1660481。
- 『花うばら』東方社、1953年12月。全国書誌番号:45017820 NDLJP:1625265。
- 『ねむの花さけども』東方社、1954年3月。全国書誌番号:54002340 NDLJP:1660636。
- 『ひなぎく物語』東方社、1954年3月。全国書誌番号:54002544 NDLJP:1660644。
- 『かた思い』東方社、1954年4月。全国書誌番号:54003525 NDLJP:1660756。
- 『れい子の道』東方社、1954年6月。全国書誌番号:54004617 NDLJP:1660795。
- 『るり鳥』東方社、1954年6月。全国書誌番号:57010850 NDLJP:1666904。
- 『若い瞳』東方社、1954年8月。全国書誌番号:54008041 NDLJP:1660897。
- 『遠い夢の日』花村武カバー絵・さしえ、ポプラ社、1954年10月。全国書誌番号:45017827 NDLJP:1625272。
- 『かえで鳥の歌』花村武カバー絵・さしえ、ポプラ社、1954年12月。全国書誌番号:45017821 NDLJP:1625266。
- 『朱い花々』東方社、1955年1月。全国書誌番号:55009031 NDLJP:1662035。
- 『小紋鳥』東方社、1955年2月。全国書誌番号:55008547 NDLJP:1662006。
- 『清ら妻』山田書店、1955年2月。 NCID BN1580616X。全国書誌番号:55008962 NDLJP:1662001。
- 『カナリヤの歌う日・みんなきた道・どこかで星が・かえで鳥の歌』佐藤漾子口絵・さしえ、河出書房〈日本少年少女名作全集 16〉、1955年2月。 NCID BA32183924。全国書誌番号:45037361 NDLJP:1638879。
- 『やや子物語』藤形一男カバー絵・さしえ、ポプラ社、1955年3月。全国書誌番号:45017828 NDLJP:1625273。
- 『カナリヤの歌う日』鈴木清カバー絵・さしえ、偕成社、1955年7月。全国書誌番号:45017822 NDLJP:1625267。
- 『雀待てども』松本昌美カバー絵、田中武一郎さしえ、ポプラ社、1955年12月。全国書誌番号:45017826 NDLJP:1625271。
- 『愛』東方社〈東方新書〉、1956年1月。 NCID BB12272960。全国書誌番号:56003047 NDLJP:1662635。
- 『ひとすじの流れ』和同出版社、1956年2月。 NCID BC13892935。全国書誌番号:56002836 NDLJP:1662664。
  - 『主婦之友』に連載された自伝
- 『花は散れども』東方社、1957年4月。全国書誌番号:57005062 NDLJP:1666181。